# Olympische Sommerspiele 1984/Teilnehmer (Niederländische Antillen)
| Gelbes Symbol für Goldmedaillen mit stilisierten Olympischen Ringen | Graues Symbol für Silbermedaillen mit stilisierten Olympischen Ringen | Braundes Symbol für Bronzemedaillen mit stilisierten Olympischen Ringen |
| ------------------------------------------------------------------- | --------------------------------------------------------------------- | ----------------------------------------------------------------------- |
| —                                                                   | —                                                                     | —                                                                       |

Die Niederländischen Antillen nahmen an den Olympischen Sommerspielen 1984 in Los Angeles, USA, mit einer Delegation von acht Sportlern (drei Männer und fünf Frauen) teil.

## Teilnehmer nach Sportarten

### Leichtathletik
- Julien Thode
100 Meter: Vorläufe
200 Meter: Viertelfinale

- Evelyn Farrell
Frauen, 100 Meter: Vorläufe

- Soraima Martha
Frauen, 200 Meter: Vorläufe

### Schwimmen
- Hilton Woods
100 Meter Freistil: 40. Platz

- Evert Kroon
100 Meter Freistil: 51. Platz
200 Meter Freistil: 38. Platz
400 Meter Freistil: 31. Platz

- Petra Bekaert
Frauen, 100 Meter Rücken: 30. Platz

### Synchronschwimmen
- Esther Croes
Einzel: Halbfinale
Duett: 18. Platz

- Nicole Hoevertsz
Einzel: Vorrunde
Duett: 18. Platz